# Евлановка
Евлано́вка — деревня в Добринском районе Липецкой области России.
Входила в состав Павловского сельсовета, с 2016 года входит в состав Новочеркутинского сельсовета.

## География
Расположена на берегу реки Пловутка. На северо-востоке вплотную примыкает к деревне Кочетовка, на севере к селу Павловка.

## История
Возникла в 1920-е годы. В 1941 году в Евлановке было уже 90 дворов. К 1986 году их количество снизилось до 14.

## Население
| 2010 |
| ---- |
| 111  |

## Объекты культурного наследия
- Курган  исторический памятник (региональный)[3]